# Surcos
Surcos es una película española de 1951 dirigida por José Antonio Nieves Conde. Considerada por la crítica como una de las mejores películas de la historia del cine español, cuenta con un notable guion transformado por Gonzalo Torrente Ballester a partir de un argumento original de Eugenio Montes y Natividad Zaro. Es considerada como una de las muestras fílmicas del neorrealismo español.

## Antecedentes de la película
La película comienza con una portada premonitoria, firmada por el guionista:

Hasta las últimas aldeas llegan las sugestiones de la ciudad, convidando a los labradores a desertar del terruño, con promesas de fáciles riquezas. Recibiendo de la urbe tentaciones, sin preparación para resistirlas y conducirlas, estos campesinos que han perdido el campo y no han ganado la muy difícil civilización, son árboles sin raíces, astillas de suburbio que la vida destroza y corrompe. Esto constituye el más doloroso problema de nuestro tiempo. Esto no es símbolo, pero sí un caso, por desgracia, demasiado frecuente en la vida actual.
Eugenio Montes

El título original era «Surcos sobre el asfalto»; la productora Atenea Films, S.L., presentó el guion en el año 1950 y recibió su aprobación para el comienzo del rodaje a comienzos del año 1951; el título original pretendía reflejar las dificultades de adaptación de los campesinos a la vida urbana de la época. La España de aquella época pasaba por un periodo de transformación económica en el que aparecía como fenómeno emergente en la sociedad el éxodo rural hacia las ciudades y que dejaba vacíos ciertos núcleos rurales. La emigración desde las zonas rurales acabó generando un exceso de mano de obra no especializada que tuvo como efecto eldesempleo, el engaño, la delincuencia.
Algunas de las intérpretes (María Asquerino, Carmen Sánchez y Marujita Díaz) cambiaron de registro convenciendo a los críticos más atrevidos de la época de la verosimilitud de sus personajes, que mostraban la cruda realidad social; más tarde, a los de ideología de izquierdas, que, tras la llegada de la democracia, la hacen su enseña de la lucha por mostrar los problemas escondidos por la dictadura. 
La película se rodó en el entorno de Atocha, Lavapiés, Legazpi y Delicias, y pueden verse diversas escenas de la vida cotidiana de los años 1950 en Madrid tras el periodo de posguerra (Guerra civil española). Retrata muy fielmente la vida cotidiana en una corrala (residencia habitual de clases bajas), en los café-bar de la época, en las oficinas de empleo, mercados, teatros de variedades, la venta por estraperlo en las calles, etc. La película se rodó en diversos barrios de la capital de España y aparecen lugares como Lavapiés y Embajadores entre otros espacios de la ciudad.  
La película se realizó con Gabriel Arias-Salgado al frente del recién creado Ministerio de Información y Turismo y se saltó algunas de las normas de censura del franquismo. Hay que considerar que algunos de los promotores de la película eran falangistas y el guion reúne algunas de las ideas falangistas acerca del urbanismo: la ciudad debe cumplir una función y debe admitir personas hasta un cierto límite, a partir de él se debe cesar su admisión. La censura calificó de «muy duro» el contenido social del guion, uno de cuyos primeros lectores fue José Luis García Velasco. Las controversias acerca del contenido y algunas escenas precipitaron la dimisión del director general de Cinematografía, José María García Escudero, al parecer por su defensa de la película. El coste total en el inventario del rodaje fue de 739 867,55 pesetas.

## Sinopsis
Una familia campesina (los Pérez) se deja convencer por las ambiciones del hijo mayor, que convence al padre para ir a la capital (Madrid) porque allí el dinero se gana sin esfuerzo y la vida es más fácil que en el campo. Este convencimiento arranca a toda la familia de sus raíces para trasladarse a un Madrid urbano y frío, nada que ver con su pasado rural. Para lograr financiar el viaje venden sus tierras, lo que supone una de las primeras humillaciones que padecen con la esperanza de prosperar, ya que existe entre ellos la idea de que "en el campo no hay futuro". Llegan en tren a la Estación del Norte de Madrid con una imagen típica de la época —atuendos de labriegos y animales vivos entre los paquetes y cestas—, el primer contacto con la ciudad es de rechazo por parte de sus habitantes. Su llegada a Madrid se produce en la plaza de Lavapiés.
Para su desgracia comprobarán que la realidad urbana es muy distinta a lo que habían imaginado inicialmente. Pronto aparecen personas que los engañan, los confunden, los explotan, les ofrecen trabajos precarios, los inducen a la delincuencia, etc. La familia, unida en el pasado, se va descomponiendo tras llegar a la ciudad y sufre un shock intentando aclimatarse a la nueva realidad: "buscar un empleo" en una sociedad en la que encontrar un trabajo no es fácil. El desprecio de los madrileños aparece cuando les muestran que la ciudad ya no soporta más población y que el poco trabajo que queda han de repartirlo con los recién llegados del campo. Pronto sufren hacinamiento en una de las construcciones más populares de Madrid (una corrala) claramente ubicada en la calle del Ave María del barrio de Lavapiés, en Madrid.
La película va narrando escenas de gran dureza, en un mundo implacable en el que algunos personajes pierden por completo su autoestima. Los personajes parecen vivir en historias paralelas, algunos de ellos obedecen a estereotipos, como don Roque "el Chamberlain" (Félix Dafauce), que representa el nuevo rico; el "Mellao"; los hijos varones de Rosario: Pepe, que se integra en una banda organizada de delincuentes, y Manolo, que vive en la más estricta pobreza entre casas en ruinas y sin lograr un empleo. La hija de Rosario, Tonia, que va conociendo y relacionándose con los diversos personajes, como el "Mellao" y "el Chamberlain", y que atraída por la riqueza fácil acaba siendo la querida de don Roque, lo que es permitido a ojos de su madre. La familia Pérez, aprendiendo con todos estos problemas cuál es su lugar natural, acaba volviendo al pueblo. En el guion original, en la escena final, cuando se vuelven al pueblo, Tonia salta en marcha desde el tren para regresar a Madrid (esta escena no aparece ya que fue prohibida por la censura).

## Premios
7.ª Edición de las Medallas del Círculo de Escritores Cinematográficos
| Categoría               | Persona                   | Resultado |
| ----------------------- | ------------------------- | --------- |
| Mejor película          | Mejor película            | Ganadora  |
| Mejor director          | José Antonio Nieves Conde | Ganador   |
| Mejor actor secundario  | Félix Dafauce             | Ganador   |
| Mejor actriz secundaria | Marisa de Leza            | Ganadora  |

- El Sindicato Nacional del Espectáculo le concedió el Tercer Premio. Mejor Película

## Versión restaurada en 4K
- En el contexto de la edición del Festival de San Sebastián de 2024, se tiene previsto estrenar la versión restaurada de la misma. La rehabilitación de la cinta consistió en el escaneo en 4K del interpositivo de 35 mm, al que posteriormente se le realizó un etalonado y un restaurado los planos.[12]